# Kong Yingchao
Kong Yingchao (cinese 孔 颖超; Tongliao, 9 ottobre 1982) è un'ex biatleta cinese.

## Biografia
In Coppa del Mondo esordì il 25 febbraio 1999 a Lake Placid (55ª) e ottenne il primo podio il 17 febbraio 2005 a Pokljuka (2ª).
In carriera prese parte a tre edizioni dei Giochi olimpici invernali, Salt Lake City 2002 (56ª nella sprint, 44ª nell'individuale, 13ª nella staffetta), Torino 2006 (24ª nella sprint, 17ª nell'inseguimento, 23ª nella partenza in linea, 25ª nell'individuale, 9ª nella staffetta) e Vancouver 2010 (61ª nella sprint, 58ª nell'individuale, 9ª nella staffetta), e a sette dei Campionati mondiali (6ª nella partenza in linea a Hochfilzen/Chanty-Mansijsk 2005 il miglior piazzamento).

## Palmarès

### Coppa del Mondo
- Miglior piazzamento in classifica generale: 15ª nel 2007
- 5 podi (3 individuali, 2 a squadre):
  - 2 secondi posti (individuali)
  - 3 terzi posti (1 individuale, 2 a squadre)